# Spring Mill
Spring Mill är en inkorporerad ort i Jefferson County i Kentucky. Vid 2020 års folkräkning hade Spring Mill 294 invånare.